# Ornithidium mapiriense
Ornithidium mapiriense är en orkidéart som beskrevs av Friedrich Fritz Wilhelm Ludwig Kraenzlin. Ornithidium mapiriense ingår i släktet Ornithidium och familjen orkidéer. Inga underarter finns listade i Catalogue of Life.